# Sällskapet Gnistan
Denna artikel avhandlar Sällskapet Gnistan. För andra betydelser se Gnistan.

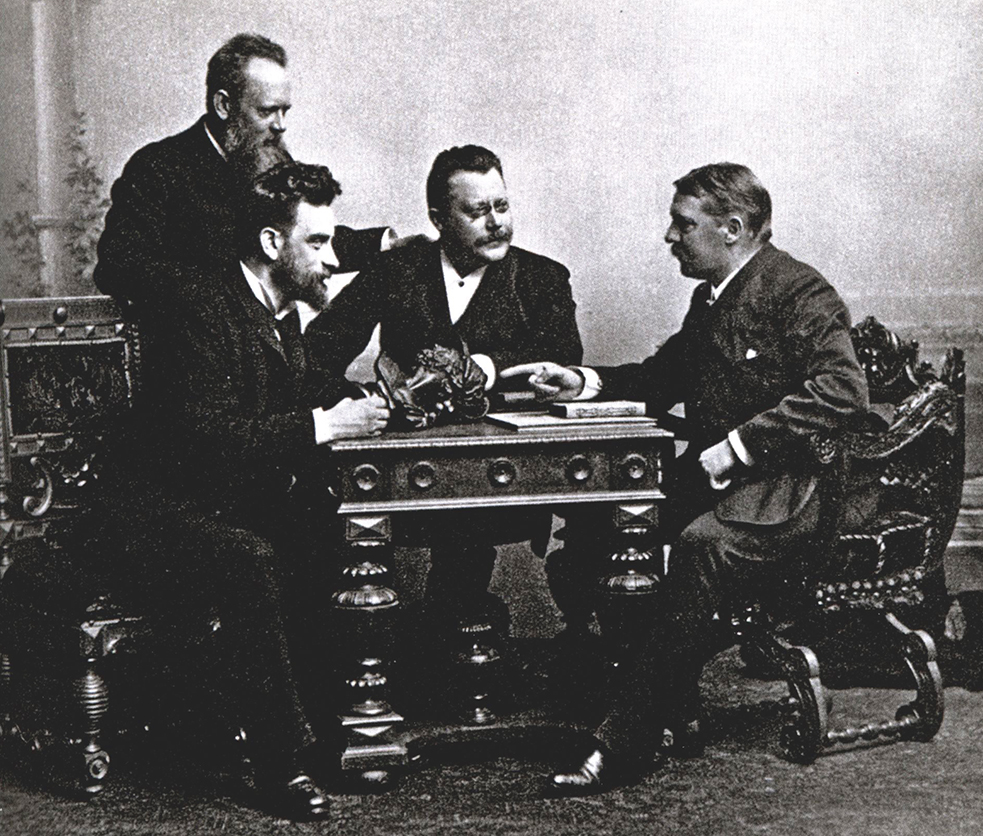
Sällskapet Gnistan. Medlemmar på 1890-talet: Wilhelm Berg, stående och från vänster Karl Warburg, Albert Ulrik Bååth och Viktor Rydberg.

Gnistan eller Sällskapet Gnistan är en intresseförening, eller ett sällskap, som grundades 1878 och instiftades av kassören vid Bergslagernas Järnvägar, privatarkeologen Wilhelm Berg.

## Historia
Under 1800-talet andra hälft ansåg man att det i Göteborg saknades ett forum för konsten. Tanken på ett konstpalats föddes och på initiativ av Gnistan bildades aktiebolaget Valand. Den störste donatorn var Pontus Fürstenberg som skänkte 30 000 kronor. Förmögna köpmän i Göteborg prydde sina hem med dyrbar konst, vilket var en av anledningarna till att konstintresset ökade under 1800-talets andra hälft. Den 30 november 1878 grundades Sällskapet Gnistan som samlade gräddan av konstvetare och konstintresserade i Göteborg efter förebild från Sällskapet Idun i Stockholm.
Stiftarna för Gnistan var utöver byråchefen Wilhelm Berg, konstnären Reinhold Callmander, handlaren Axel Gillblad, konstnären Berndt Lindholm, rådmannen Jon Siljeström, professor Karl Johan Warburg och handlaren Julius Weidig. Namnet Gnistan initierades av Callmander. Wilhelm Berg var under många år ständig sekreterare, och därmed i praktiken dess ordförande, eftersom ordförandeposten inrättades först vid Nämndens omorganisation 1893. I stadgarnas första paragraf heter det att sällskapet ska "bereda tillfälle för i Göteborg varande konstnärer, vetenskapsidkare, skriftställare och konstälskare att sammanträffa". 
Sällskapet hade sin samlingsplats i Ostindiska Kompaniets lokaler på Norra Hamngatan, där i dag Göteborgs stadsmuseum huserar. Där var det trångt eftersom även Göteborgs konstförening ställde ut och Göteborgs Musei-, Rit- och Målarskola, sedermera Valands konstskola, också höll till i samma byggnad.
Viktor Rydberg anslöt till sällskapet den 12 mars 1879 och blev snart en given medelpunkt. Vid flytten till Stockholm i september 1884 lämnade Rydberg Gnistan.

## Gnistan i dag
Gnistan arrangerar sammankomster och diskussioner samt ibland utställningar. Sällskapet Gnistan delar årligen ut Adlerbertska konststipendier från Adlerbertska Forskningsstiftelsen där Gnistan har en av fem ledamotsplatser. De andra kommer från Göteborgs universitet, Chalmers tekniska högskola, Handelshögskolan vid Göteborgs universitet, Kungliga Vetenskaps- och Vitterhets-Samhället i Göteborg.